# 蔣榮宗
蔣榮宗（英語：Zong Chiang，1995年11月29日—）臺灣作曲家、演奏家。創作領域橫跨電影配樂、個人演奏專輯、廣告配樂、流行歌曲，並擔任多部電視劇片頭、片尾曲之作曲人。父親為華語流行音樂製作人蔣三省，江玲則為其姑姑。

## 配樂作品
- 2014年 第五十屆 電視金鐘獎《最佳教育文化節目獎》入圍節目燃燒的鬥魂片頭曲、片尾曲、插曲作曲
- 2016年 台灣3D電影導演曲全立紀錄片《璀璨薪火3D》配樂
- 2016年 中視電視電影《願望清單》原創配樂～《願望》(片頭曲) 、《願望80》(片尾曲)、插曲
- 2018年 台灣電影《山的那一邊》原創配樂
- 2018年 中國大陸神話武俠古裝劇《蜀山戰紀2踏火行歌》原創配樂
- 2019年 國際獨立遊戲大賽/實境真人互動遊戲大獎《IndieCade international festival of independent games/The Location Based and Live Play Award》原創主題曲、背景配樂 - 《Dear Mom親愛的母親》、《Ama's Momento阿嬤的夢想》

## 歌曲作品
- 2019年 《心跳》(公視戲劇生死接線員片尾曲)
- 2019年 《親愛的，你好嗎》（中國偶像劇我的波塞冬片頭曲）
- 2019年 《美味絕配》作曲:蔣三省、蔣榮宗（東森電視自製戲劇美味滿閣片頭曲、插曲）

## 其他音樂製作
- 旅人.101(2018年 台北101/世貿站 站體環境音樂)
- 2019年金曲30 星光大道巨星紅毯配樂)